# العلاقات البالاوية المالاوية
العلاقات البالاوية المالاوية هي العلاقات الثنائية التي تجمع بين بالاو ومالاوي.

## مقارنة بين البلدين
هذه مقارنة عامة ومرجعية للدولتين:
| وجه المقارنة                                              | بالاو                         | مالاوي                     |
| --------------------------------------------------------- | ----------------------------- | -------------------------- |
| المساحة (كم2)                                             | 465                           | 118.48 ألف                 |
| عدد السكان (نسمة)                                         | 21.73 ألف                     | 18.62 مليون                |
| الكثافة السكانية (ن./كم²)                                 | 4.67 ألف                      | 157.16                     |
| العاصمة                                                   | نغيرولمود، كورور              | ليلونغوي، زومبا            |
| اللغة الرسمية                                             | لغة إنجليزية، اللغة البالاوية | لغة إنجليزية، لغة الشيشيوا |
| العملة                                                    | دولار أمريكي                  | كواشا ملاوية               |
| الناتج المحلي الإجمالي (بليون دولار)                      | 291.54 مليون                  | 6.30 مليار                 |
| الناتج المحلي الإجمالي (تعادل القوة الشرائية) بليون دولار | 326.12 مليون                  | 22.43 مليار                |
| الناتج المحلي الإجمالي الاسمي للفرد دولار أمريكي          | 13.50 ألف                     | 338                        |
| الناتج المحلي الإجمالي للفرد دولار أمريكي                 | 14.76 ألف                     | 1.20 ألف                   |
| مؤشر التنمية البشرية                                      | 0.780                         | 0.445                      |
| رمز المكالمات الدولي                                      | +680                          | +265                       |
| رمز الإنترنت                                              | .pw                           | .mw                        |
| المنطقة الزمنية                                           | ت ع م+09:00                   | ت ع م+02:00                |

## منظمات دولية مشتركة
يشترك البلدان في عضوية مجموعة من المنظمات الدولية، منها:
| علم المنظمة | اسم المنظمة                                 | تاريخ انضمام بالاو | تاريخ انضمام مالاوي |
| ----------- | ------------------------------------------- | ------------------ | ------------------- |
|             | مجموعة دول أفريقيا والكاريبي والمحيط الهادئ | ?                  | ?                   |
|             | مؤسسة التنمية الدولية                       | 16 ديسمبر 1997     | 19 يوليو 1965       |
|             | الأمم المتحدة                               | 15 ديسمبر 1994     | 1 ديسمبر 1964       |
|             | البنك الدولي للإنشاء والتعمير               | 16 ديسمبر 1997     | 19 يوليو 1965       |
|             | منظمة حظر الأسلحة الكيميائية                | ?                  | ?                   |
|             | مؤسسة التمويل الدولية                       | 16 ديسمبر 1997     | 19 يوليو 1965       |
|             | وكالة ضمان الاستثمار متعدد الأطراف          | 16 ديسمبر 1997     | 12 أبريل 1988       |
|             | يونسكو                                      | 20 سبتمبر 1999     | 27 أكتوبر 1964      |